# Leucochlaena pallida
Leucochlaena pallida är en fjärilsart som beskrevs av Tutt 1891. Leucochlaena pallida ingår i släktet Leucochlaena och familjen nattflyn. Inga underarter finns listade i Catalogue of Life.